# Pieter Rossouw
Pieter Willem Gabriel Rossouw (Swellendam, 3 dicembre 1971) è un ex rugbista a 15 e allenatore di rugby sudafricano, in carriera tre quarti ala degli Stormers in Super Rugby, con cui mise a segno 31 mete; vanta inoltre 21 mete in 43 incontri internazionali con gli Springbok.

## Biografia
Esordiente in Currie Cup nel 1994 con il Western Province, nel 1996 fu con tale squadra (che successivamente assunse il nome di Stormers) in Super 12.
Nel 1997 debuttò con la maglia degli Springbok durante uno dei test match previsti nel tour dei British Lions in Sudafrica, e due anni dopo fu presente alla Coppa del Mondo di rugby 1999 dove gli Springbok giunsero terzi.
Nel 2002 ebbe un breve intermezzo con i London Irish in Premiership inglese, ma il contratto, inizialmente biennale, fu risolto dopo pochi mesi e solo 8 incontri per problemi fisici del giocatore; tornato in Sudafrica chiuse la carriera di club con il Western Province nel 2004.
Divenuto allenatore, dal 2008 è tecnico dei tre quarti della formazione professionistica dei Bulls.